# Streckenbuch
Das Streckenbuch (Abkürzung: Strebu) ist eine betriebliche Unterlage im deutschen Eisenbahnwesen. Bis Dezember 2015 hieß das Streckenbuch offiziell örtliche Richtlinien für das Zugpersonal (öRil Zp), seitdem wird die Unterlage als Angaben für das Streckenbuch bezeichnet. Es liegt in der Regel auf jedem Triebfahrzeug aus und enthält Auszüge aus dem für jede Betriebsstelle erstellten Betriebsstellenbuch mit für das Zugpersonal relevanten Informationen über die Betriebsstellen eines bestimmten Bezirkes. Das Streckenbuch ist weder gleichzusetzen mit, noch ein Ersatz für den Buchfahrplan.
Die genannten Bezeichnungen beziehen sich auf die DB InfraGO als Haupteigentümer des Schienennetzes in Deutschland. Bei anderen Eisenbahninfrastrukturunternehmen (EIU) und in anderen Ländern sind gleichwohl auch andere Bezeichnungen für diese oder ähnlich strukturierte Unterlagen möglich.
Während der Buchfahrplan alle für die Durchführung von Zugfahrten wichtigen Informationen wie Geschwindigkeitsbegrenzungen und Signalstandorte mit Kilometerangaben enthält, stehen im Streckenbuch ergänzende Informationen über einzelne Gleise bzw. Gleisbereiche (z. B. Längen und Neigungen) in Bahnhöfen und sonstigen Betriebsstellen, Zuständigkeiten der Fahrdienstleiter und Weichenwärter mit Zugfunk-Teilnehmerverzeichnis sowie örtliche Besonderheiten. Solche Informationen spielen in Bahnhöfen vor allem bei der Durchführung von Rangierfahrten eine Rolle, gleichwohl können jene aber auch für Zugfahrten relevant sein.